# Chondrorhyncha crassa
Chondrorhyncha crassa là một loài thực vật có hoa trong họ Lan. Loài này được Dressler mô tả khoa học đầu tiên năm 1983.